# Hợp tử
Một hợp tử là một tế bào nhân thực được hình thành bởi một sự kiện thụ tinh giữa hai giao tử. Bộ gen của hợp tử là sự kết hợp của DNA của mỗi giao tử, và chứa tất cả thông tin di truyền cần thiết để hình thành nên một cá thể mới. Ở các sinh vật đa bào, hợp tử là giai đoạn phát triển sớm nhất. 

## Thực vật
Ở thực vật, hợp tử có thể là đa bội nếu việc thụ tinh diễn ra giữa những giao tử không giảm đi trong giảm phân.
Ở thực vật trên cạn, hợp tử được hình thành bên trong một buồng gọi là túi giao tử cái. Ở những loài thực vật không có hạt, túi giao tử cái thường có hình dạng cái bình, có cổ bình rỗng để tinh bào tiến vào. Khi hợp tử phân chia và phát triển, nó làm vậy bên trong túi giao tử cái.

## Con người
Trong thụ tinh ở người, một trứng được phóng ra (một noãn bào thứ cấp đơn bội với những bản sao nhiễm sắc thể sao chép) và một tinh bào đơn bội (giao tử đực)—kết hợp lại để hình thành nên một tế bào lưỡng bội 2n duy nhất gọi là hợp tử.